# Monte Erimanto
L'Erimanto (in greco antico: Ἐρύμανθος?, Erýmanthos, in latino Erymanthus), anche noto come Olono  (Ὠλονός Ōlonòs) è una catena montuosa sita nella zona meridionale dell'Acaia e nel nord-est dell'Elide. La vetta più alta tocca i 2.224 m. s.l.m., classificandosi così come quarto picco di maggiore altezza nella penisola del Peloponneso. Storicamente, il monte Erimanto faceva parte della zona nord-occidentale dell'Arcadia, dove era il secondo più alto della catena montuosa. La parte settentrionale apparteneva alla storica Acaia e non distava molto dal triplice confine tra Arcadia, Acaia ed Elide.

## Geografia
Il monte Skollis è ad ovest, e altre piccole montagne sono a nord. Da est a sud-est c'è il monte Chelmos, noto anche come Aroania, che è il nome sia di una montagna che di un villaggio. Chelmos, che può essere visto dalla montagna, si trova ad est, ma si estende a sud. I villaggi della zona a sud, Panachaiko e Omplos, si trovano in una ricca valle dal punto di vista agricolo tra le vette dell'Erimanto.

## Descrizione
L'elevazione della catena va da 150 m. a nord fino agli 800-1 000 m. a sud. L'Erimanto è coperto da foreste intorno ai bordi, costituita da alberi di pino, ulivo, cedro, betulla e abete. Terra arida e praterie vanno dai 300 ai 400 m. anche se porzioni senza vegetazione continuano fino alla vetta. Il colore della montagna deriva dai colori della roccia, che sono marrone, caramello e marrone chiaro. Diversi torrenti in secca appaiono sulla vetta.
Fra le catene montuose adiacenti ci sono Kallifoni e Lampeia (Divri) a sud-ovest. Altre vette sono il Moungila o Mougila (Μουγγίλα) 2 169 m., Profitis Ilias (Προφήτης Ηλίας) 2 124 m., Pyrgakos o Pirgakos (Πυργάκος)  2 050 m. e 1 923 m., I Psili Tourla 1 891 m., Lepida (Λεπίδα)  1 541 m., Melissovouni (Μελισσοβούνι che significa "la montagna delle api") 1 461 m., e Agios Athanasios (Άγιος Αθανάσιος)  |1 219 m. Da qui nasce il fiume Peneo verso sud-ovest e il Selinountas verso est, Il fiume Erimanto verso sud, Peiros e Parapeiros verso sud-ovest. La catena è parte della zona geologica Oleni-Pindos.

## Panorama

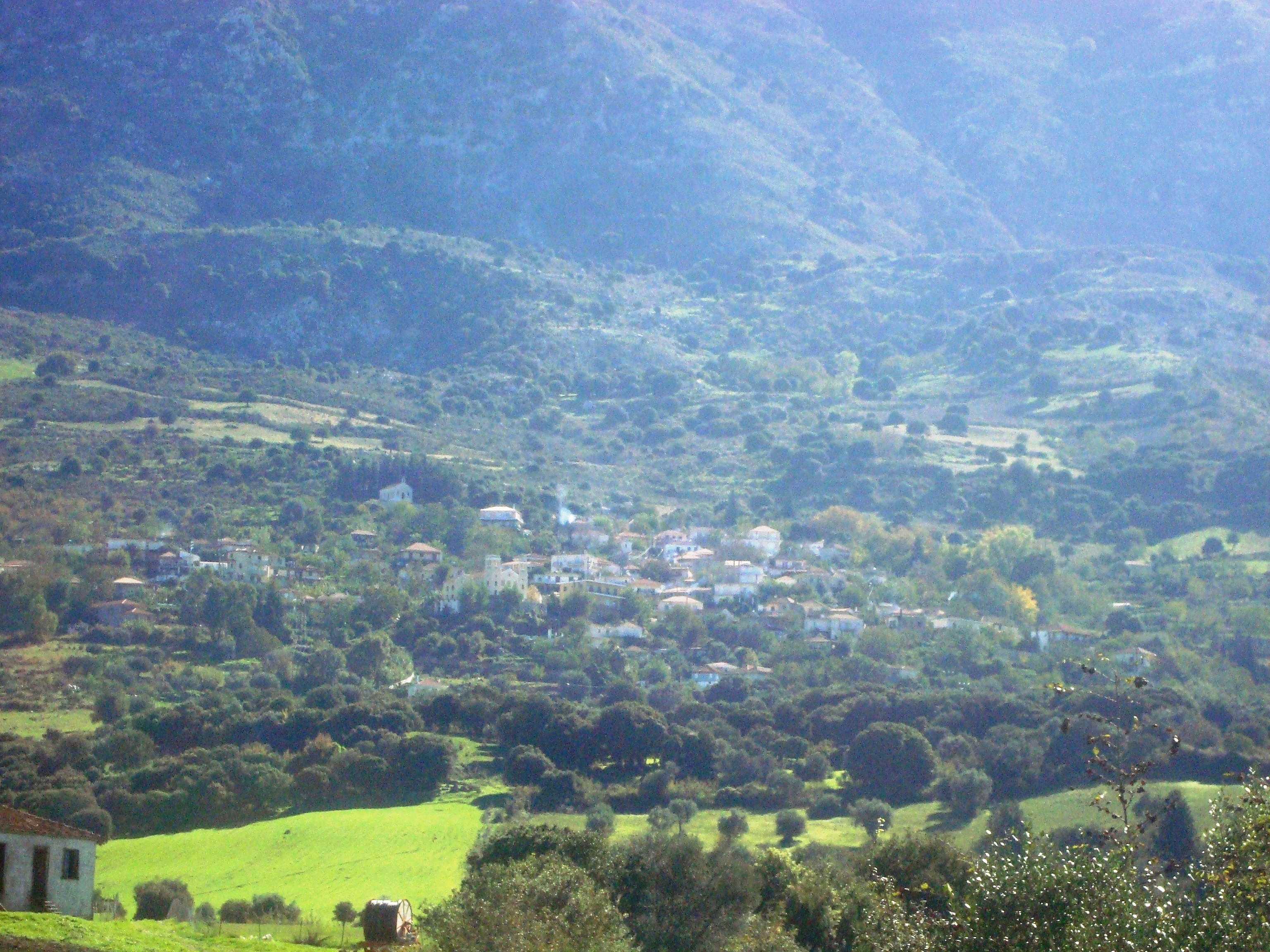
Il villaggio di Skiada sul fianco di monte Erimanto

Dalla cima dell'Erimanto è visibile la maggior parte occidentale e nord-occidentale del Peloponneso, nel nord dell'Arcadia, e le colline orientali di Ilia. Le montagne del sud della Grecia Centrale e, nelle giornate limpide, le montagne delle isole di Zante, Cefalonia e Itaca.

## Storia
In tempi antichi, l'Erimanto era famoso come residenza del cinghiale di Erimanto. Nella mitologia greca, il re di Arcadia, Licaone, chiamò il suo cinghiale Erimanto, dal nome della montagna. Ercole catturò il cinghiale di Erimanto e lo riportò a Euristeo come una delle sue dodici fatiche.
Tra l'impero bizantino e la guerra d'indipendenza greca, vennero fondati diversi villaggi, compresi Skiada e Oreino. Dopo la seconda guerra mondiale e la guerra civile greca, diversi villaggi sono stati ricostruiti.  Il 5 febbraio 2008, la montagna è stata investita da un terremoto di grado 5,5 della scala Richter con epicentro a Chalandritsa ed altre scosse a Farres, fuori dalla catena montuosa.